# رافائيل هيلير
رافائيل هيلير (بالإنجليزية: Raphael Hillyer)‏ هو معلم موسيقى أمريكي، ولد في 10 أبريل 1914 في إثاكا في الولايات المتحدة، وتوفي في 27 ديسمبر 2010.

## النشأة
ولد هيلير عام 1914 لعائلة ذات خلفية موسيقية، حيث كانت والدته عازفة بيانو ووالده عالم رياضيات كما كان والده أيضًا عازف كمان هاوٍ.

## وصلات خارجية
- رافائيل هيلير على موقع ميوزك برينز (الإنجليزية)
- رافائيل هيلير على موقع ديسكوغز (الإنجليزية)